# Theresa Luke
Theresa Luke, född den 20 februari 1967 i Vancouver i Kanada, är en kanadensisk roddare.
Hon tog OS-brons i åtta med styrman i samband med de olympiska roddtävlingarna 2000 i Sydney.